# Österreichische Nordwestbahn

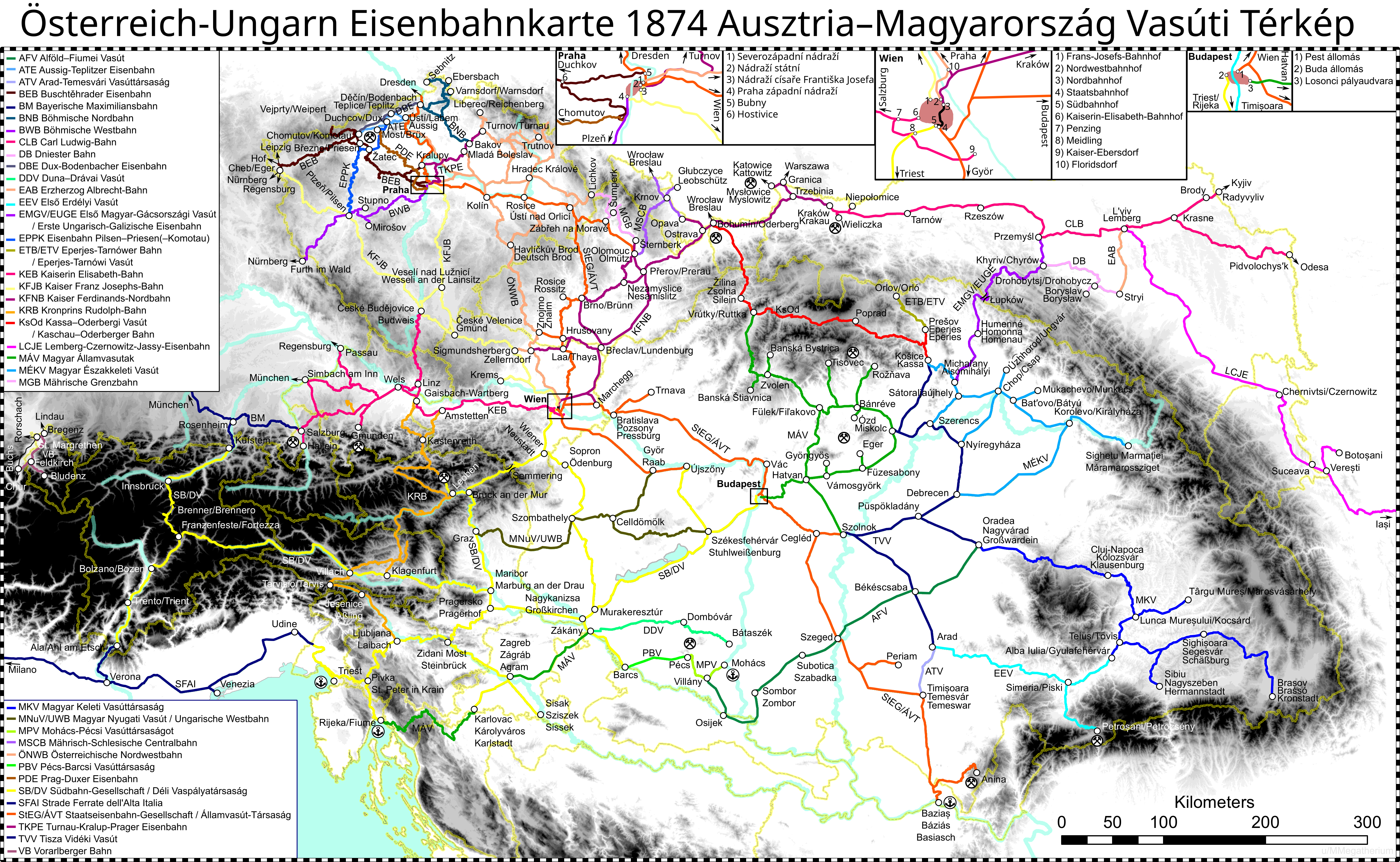
Streckennetz der ÖNWB zusammen mit dem anderer Eisenbahngesellschaften

Die k.k. privilegierte Österreichische Nordwestbahn (ÖNWB) war ein 1868 gegründetes Eisenbahnunternehmen in Österreich, dessen Strecken in den Kronländern Niederösterreich, Mähren und Böhmen lagen. Die Hauptverbindung der Gesellschaft führte von Wien nach Mittelgrund an der damaligen österreichisch-sächsischen Landesgrenze. Im Jahr 1908 wurde die Gesellschaft verstaatlicht.

## Geschichte

### Vorgeschichte
Verschiedene deutsche Wirtschaftskreise planten schon Ende der 1860er Jahre eine direkte Verbindung von Berlin nach Wien über Reichenberg. Österreich wünschte außerdem eine kurze Verbindung von Wien mit den Häfen der Ostsee und Nordsee, die auch Mittelböhmen (Kohlengruben und Zuckerfabriken) erschließen sollte. Dies war damals mit mehreren Frachtbriefen verschiedener Eisenbahngesellschaft möglich, wobei man auch von der k.k. priv. Staatseisenbahn-Gesellschaft (StEG) unabhängig sein wollte.
1865 leistete die k.k. priv. Süd-Norddeutsche Verbindungsbahn (SNDVB) verschiedene Vorarbeiten für dieses Projekt, hatte aber mehrere Konkurrenten, besonders die StEG. Im Jahr 1867 vereinigte sie sich mit einigen anderen Bewerbern und erwirkte eine Konzession für eine Eisenbahn von Wien nach Jungbunzlau mit Flügelbahnen nach Pardubitz und Trautenau.

### Stammnetz (Netz A)

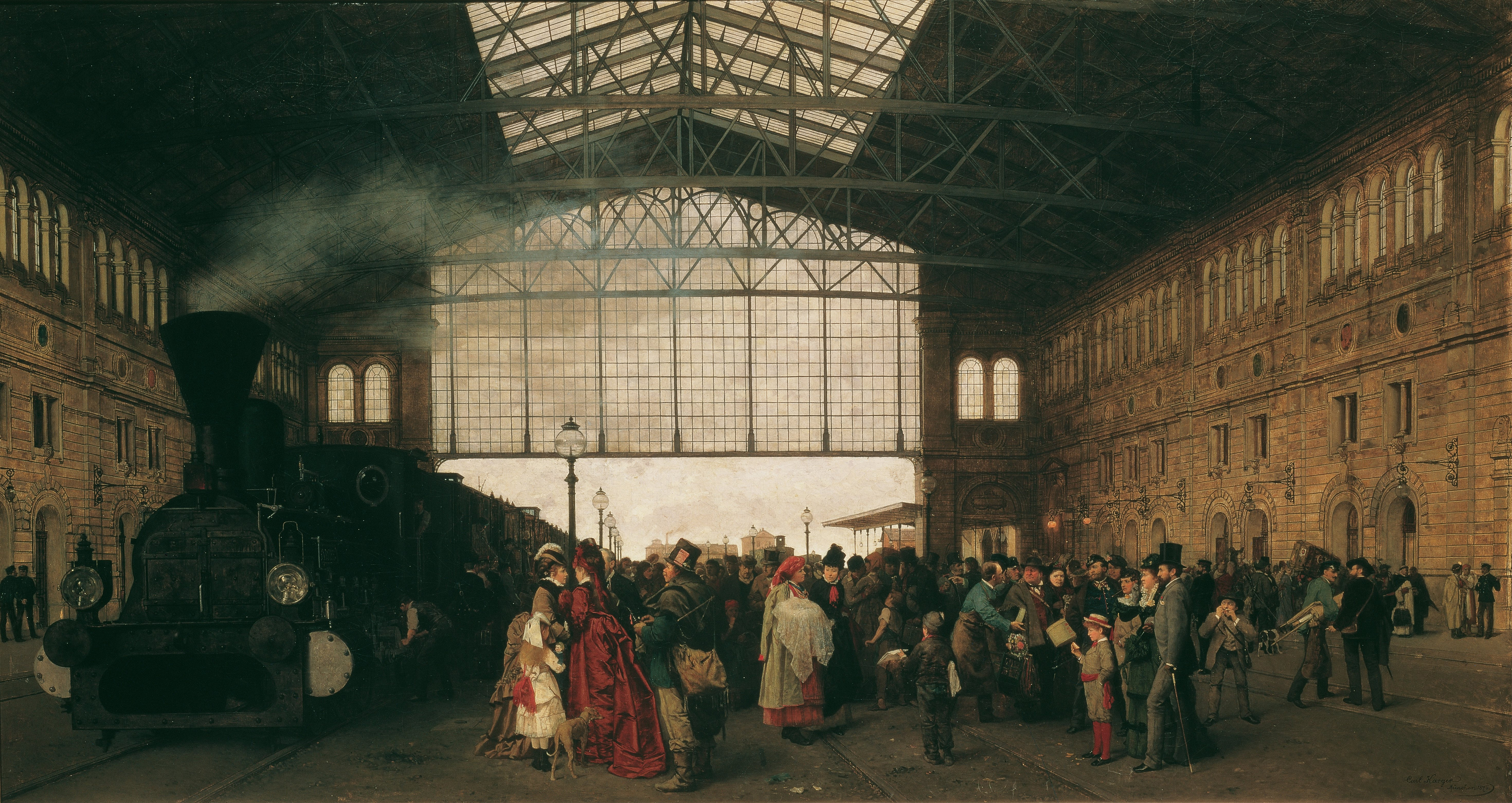
Der Nordwestbahnhof in Wien (1875)

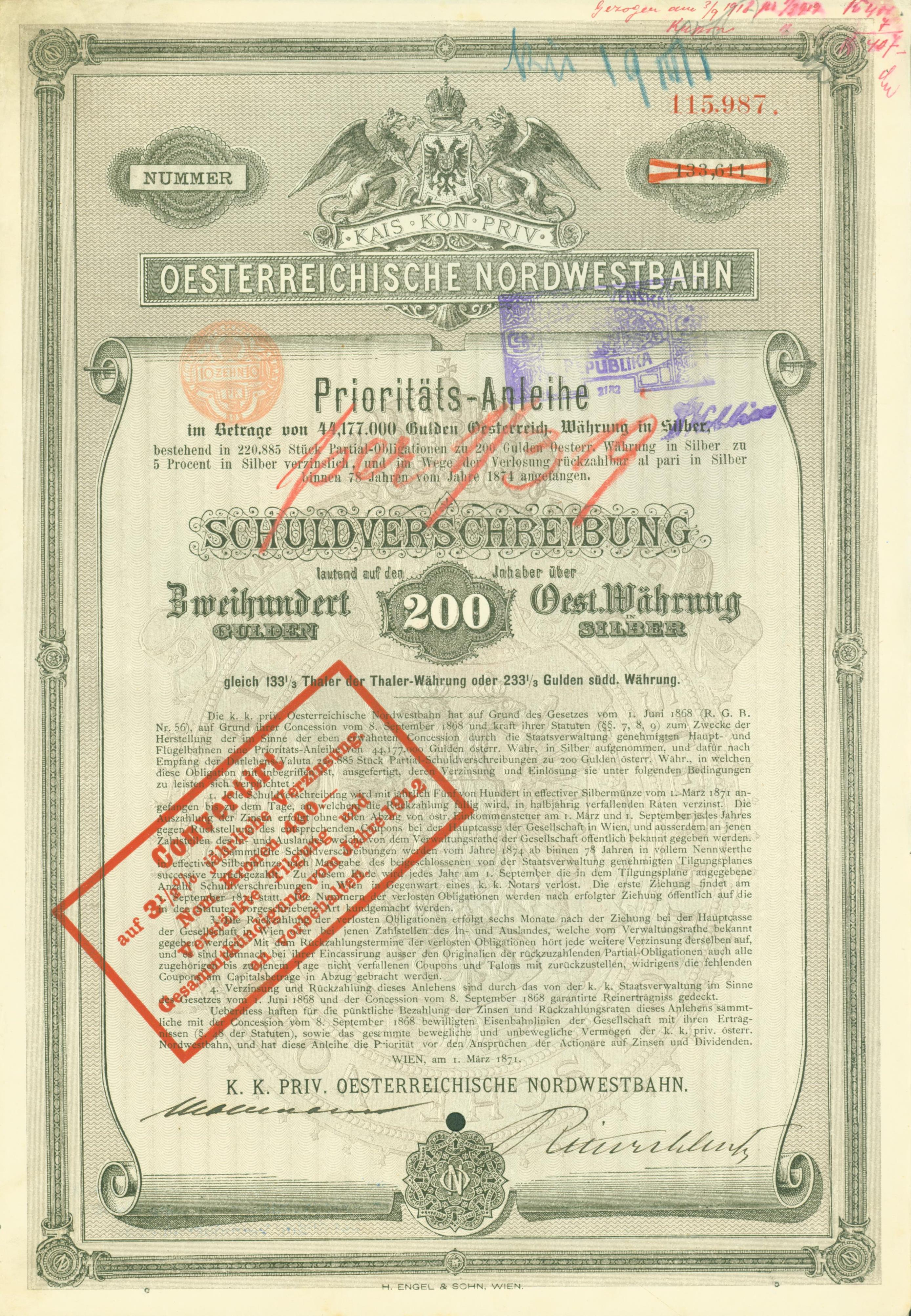
Prioritäts-Anleihe der k. k. priv. oesterreichischen Nordwestbahn vom 1. März 1871

Die Konzession zum Bau und Betrieb einer Eisenbahn mit der Benennung „Oesterreichische Nordwestbahn“ erhielten Hugo Fürst Thurn und Taxis, Franz Altgraf zu Salm-Reifferscheidt, Louis von Haber und Friedrich Schwarz sowie die Aktiengesellschaft der Süd-Norddeutschen Verbindungsbahn am  8. September 1868. Inhalt der Konzession war der Bau einer Locomotiveisenbahn ... ausgehend von Wien über Znaim, Iglau, Deutschbrod, Czaslau und Kollin nach Jungbunzlau mit Zweigbahnen von Znaim an die Franz Josephsbahn, von Deutschbrod nach Pardubitz und von einem geeigneten Punkte der Kolin-Jungbunzlauer Linie nach Trautenau. Teil der Konzession war auch der etwaige Bau einer eigenen Strecke zwischen Jungbunzlau und Bakow, um dort den direkten Anschluss an die Strecken der Böhmischen Nordbahn herzustellen.
Die Strecken durften zunächst eingleisig angelegt werden, wobei ein späterer zweigleisiger Ausbau bei allen Brücken und Tunneln bereits berücksichtigt werden musste. Erst bei Überschreiten eines Rohertrages von 120.000 Gulden pro Meile während zweier aufeinanderfolgender Jahre durfte die Staatsverwaltung den Bau eines zweiten Gleises fordern. Die Verzinsung des Anlagekapitales wurde während der gesamten Konzessionsdauer von 90 Jahren mit 5 Prozent jährlich garantiert. Nach Ablauf von 30 Jahren behielt sich der Staat das jederzeitige Recht zur Einlösung vor.
Die Österreichische Nordwestbahn-Gesellschaft (ÖNWB) konstituierte sich am 26. Juli 1870 als k.k. privilegierte Aktiengesellschaft mit einem Stammkapital von 24 Millionen Gulden. Ausgegeben wurden insgesamt 89.089 Aktien mit einem Nominalwert von 200 Gulden.
Die von der der k.k. priv. Kaiser-Ferdinands-Nordbahn (KFNB) errichtete Strecke Jedlesee–Stockerau (eröffnet 1841) ging 1871 durch Kauf an die ÖNWB über. Am 29. Juni 1871 wurde das Gesetz kundgemacht, durch das die Regierung ermächtigt wurde, die Konzession für diese Strecke an die ÖNWB zu übertragen.
Eröffnungsdaten des Stammnetzes
- 6. Dezember 1869: Kolín–Goltsch-Jenikau
- 29. Oktober 1870: Kolín–Jungbunzlau
- 21. Dezember 1870: Groß Wossek–Wostromer
- 21. Dezember 1870: Parschnitz–Pelsdorf
- 21. Dezember 1870: Goltsch-Jenikau–Deutschbrod
- 25. Jänner 1871: Deutschbrod–Iglau
- 23. April 1871: Iglau–Znaim
- 1. Juni 1871: Deutschbrod–Pardubitz
- 1. Juni 1871: Wostromer–Pelsdorf
- 1. Juli 1871: Jedlesee–Stockerau (Kauf, eigentliche Eröffnung 26. Juli 1841)
- 1. Oktober 1871: Pelsdorf–Hohenelbe
- 1. November 1871: Znaim–Stockerau
- 17. Dezember 1871: Wostromer–Jitschin
- 17. Dezember 1871: Trautenau–Freiheit
- 1. Juli 1872: Jedlesee–Wien Nordwestbahnhof
- 1. Juli 1872: Zellerndorf–Sigmundsherberg

### Ergänzungsnetz (Netz B)
Letztlich erreichte die Verbindung Wien–Jungbunzlau nicht die ihr zugedachte überregionale Bedeutung. Das Königreich Sachsen hatte der Böhmischen Nordbahn die Konzession für eine Weiterführung nach Norden verweigert, so dass das ursprüngliche Vorhaben einer neuen leistungsfähigen Hauptverbindung zwischen Berlin und Wien ein Torso blieb. Die Strecke der SNDVB nach Reichenberg war zwar Teil der kürzesten Verbindung zwischen Wien, Berlin und Hamburg, das ungünstige Streckenprofil mit langanhaltenden Steigungen verteuerte jedoch den Betrieb und verlängerte die Fahrzeiten. Die Hoffnungen der ÖNWB, einen Teil der Fracht von den Strecken der StEG abzuziehen, erfüllten sich deshalb nicht.
Die Österreichische Nordwestbahn strebte daraufhin eigene direkte Verbindungen mit den Netzen der Königlich Sächsischen Staatseisenbahnen und der Preußischen Staatseisenbahnen an. Sie erhielt daraufhin am 25. Juni 1870 die Konzession für ein Ergänzungsnetz, für das im Gegensatz zum Stammnetz A eine Staatsgarantie ausgeschlossen war. Die Pflicht zur Verlegung eines zweiten Gleises bestand hier erst ab einem jährlichen Rohertrag von 180.000 Gulden pro Meile.
Wichtigste Verbindung des Ergänzungsnetzes war die sogenannte Elbetalbahn (Nimburg–Mittelgrund), die den direkten Anschluss nach Norden sichern sollte. Da auch hier Sachsen eine direkte Weiterführung über die Reichsgrenze verweigerte, band man die neue Linie nahe der Grenze im böhmischen Bahnhof Mittelgrund in die bestehende grenzüberschreitende Strecke Bodenbach–Dresden ein. Eine weitere wichtige neue Strecke war die Verbindung Chlumetz–Lichtenau (–Mittelwalde), mit der die ÖNWB den direkten Anschluss an das preußische Streckennetz in Schlesien bekam.
Eröffnungsdaten des Ergänzungsnetzes
- 4. Oktober 1873: Nimburg–Lissa an der Elbe
- 4. Oktober 1873: Königgrätz–Chlumetz
- 1. Jänner 1874: Lissa–Schreckenstein
- 1. Jänner 1874: Aussig an der Elbe–Schreckenstein
- 14. Jänner 1874: Königgrätz–Lichtenau-Wiegstadtl
- 10. September 1874: Korneuburg–Donaulände
- 5. Oktober 1874: Geiersberg–Wildenschwert
- 5. Oktober 1874: Schreckenstein–Tetschen–Mittelgrund (B)
- 15. Oktober 1874: Lichtenau–Mittelwalde
- 1. Jänner 1880: Schleppbahn Laube–Tetschen
- 1. März 1890: Wien–Donaukai

### Betrieb

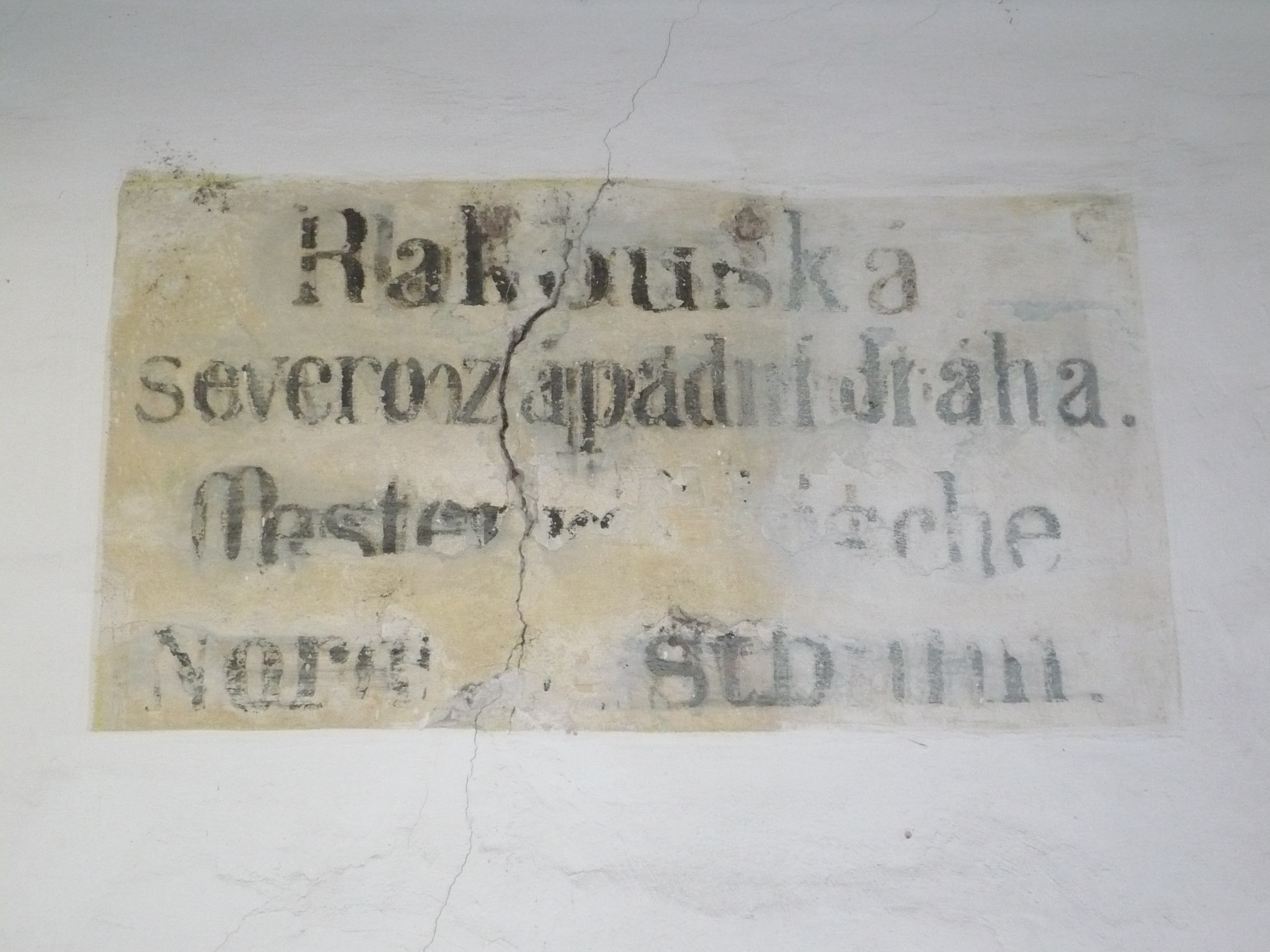
Zweisprachige Aufschrift „Rakouská severozápadní dráha“ / „Oesterreichische Nordwestbahn“ in der Halle des Bahnhofes Praha-Vysočany (2010)

Viele Abteilungen von ÖNWB und SNDVB wurden später zusammengelegt, eine vollkommene Fusionierung scheiterte aber an den Aktionären der alten k.k. priv. Pardubitz-Reichenberger Eisenbahn.

### Verstaatlichung
Bereits im Jahr 1895 strebte der österreichische Staat die Verstaatlichung der ÖNWB an. Dabei sollte die ÖNWB zunächst weiter selbstständig bleiben; für die Generaldirektion war die Umwandlung in ein Amt vorgesehen, das zur Generaldirektion der kkStB gleichgestellt sein sollte. Eine mit der ÖNWB am 10. Februar 1896 getroffene Vereinbarung zur Übernahme in Staatsbesitz lehnte der Reichsrat jedoch am 27. März 1896 ab. Haupthindernis für eine rasche Verstaatlichung waren vor allem die unterschiedlichen Einlösefristen der drei Wirtschaftskörper. Insbesondere für das Ergänzungsnetz lief die Frist erst am 26. Juni 1902 ab.
Letztlich zogen sich die Verhandlungen über die Verstaatlichung noch über Jahre hin. In dieser Situation tätigte man nur noch die nötigsten Investitionen, Forderungen des k.k. Eisenbahnministeriums zum zweigleisigen Ausbau der Abschnitte Wien–Stockerau, Časlau–Nimburg–Tetschen und Schreckenstein–Aussig wurden von der Generaldirektion der ÖNWB trotz ihrer Notwendigkeit ignoriert. Daraufhin ordnete das Eisenbahnministerium 1904 den zweigleisigen Ausbau der Abschnitte Wien–Stockerau, Schreckenstein–Tetschen und Lissa–Aussig bis Ende 1907 an. Eine Klage der ÖNWB auf Inanspruchnahme der Zinsgarantie und Einbeziehung der entsprechenden Investitionen in die Staatsgarantie lehnte der Verwaltungsgerichtshof  allerdings ab. Zur Finanzierung des zweigleisigen Ausbaus gab die ÖNWB neue vierprozentige Schuldverschreibungen aus.
Letztlich genehmigte der Reichsrat mit Gesetz vom 27. März 1909 die am 21. Oktober 1908 mit der Bahngesellschaft vereinbarte Verstaatlichung, die rückwirkend zum 1. Jänner 1908 in Kraft trat. Für das bewegliche und unbewegliche Eigentum der ÖNWB nebst 313 Lokomotiven zahlte der österreichische Staat einen Einlösungspreis von 368 Millionen Kronen an die Aktionäre aus. Am 15. Oktober 1909 übernahmen die k.k. Staatsbahnen (kkStB) den Betrieb. Die Liquidationsfirma wurde im Juli 1911 gelöscht.
Zum Zeitpunkt der Übernahme durch den Staat umfasste das garantierte Netz 627,95 km, das Ergänzungsnetz 308,4 km. Zweigleisig ausgebaut waren die Abschnitte Wien–Stockerau, Časlau–Leitmeritz und Schreckenstein–Tetschen.
Die kkStB verwalteten die ehemaligen Strecken der ÖNWB bis zu ihrer Auflösung im Oktober 1918 durch die Nordwestbahndirektion. Heute gehören sie anteilig zu den Österreichischen Bundesbahnen bzw. zum Netz des staatlichen tschechischen Infrastrukturbetreibers Správa železniční dopravní cesty (SŽDC).

## Die Strecken
Das eigene Streckennetz der Österreichischen Nordwestbahn hatte eine Länge von 938,459 Kilometer, wovon 627,955 Kilometer auf das Stammnetz und 304,383 Kilometer auf das Ergänzungsnetz entfielen. Das Betriebsnetz umfasste darüber hinaus noch die auf preußischem Staatsgebiet gelegene Anschlussstrecke zum Grenzbahnhof Mittelwalde, die von den Preußischen Staatsbahnen gepachtet war. Für insgesamt sechs private Lokalbahnen übernahm die ÖNWB die Betriebsführung für Rechnung der Eigentümer.
Stammnetz (Netz A)

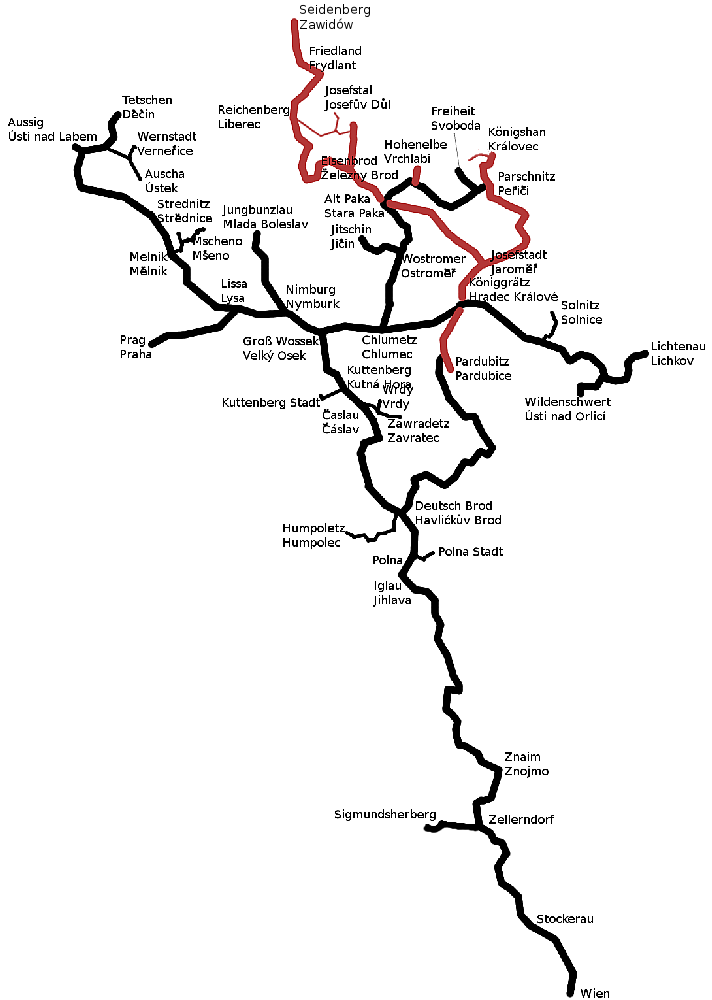
Das Streckennetz von ÖNWB (schwarz) und SNDVB (rot). Die im Betrieb der ÖNWB stehenden Lokalbahnen sind mit schmäleren Linien gekennzeichnet.

- Wien–Znaim–Nimburg–Jungbunzlau: 352,634 km
- Deutschbrod–Rossitz (Pardubitz): 91,693 km
- Groß Wossek–Parschnitz: 128,972 km
- Zellerndorf–Sigmundsherberg: 19,852 km
- Wostromer–Jitschin: 17,492 km
- Trautenau–Freiheit/Johannisbad: 10,030 km
- Pelsdorf–Hohenelbe: 4,479 km
- Korneuburg–Donaulände: 1,639 km
- Wien–Donaukai: 1,164 km

Ergänzungsnetz (Netz B)
- Nimburg–Mittelgrund: 136,648 km
- Lissa–Prag: 34,340 km
- I. Verbindungsbahn Tetschen–Laube: 2,490 km
- II. Verbindungsbahn Tetschen–Laube: 2,474 km
- Chlumetz–Reichsgrenze nächst Lichtenau: 113,243 km
- Geiersberg–Wildenschwert: 13,627 km

Pachtbetrieb
- Reichsgrenze nächst Lichtenau–Mittelwalde: 6,121 km

Für Rechnung der Eigentümer betriebene Lokalbahnen
- Lokalbahn Sedletz–Kuttenberg (1883–1905)
- Lokalbahn Großpriesen–Wernstadt–Auscha (ab 1890)
- Lokalbahn Častolowitz–Reichenau an der Kněžna–Solnitz (ab 1893)
- Lokalbahn Deutschbrod–Humpoletz (ab 1894)
- Lokalbahn Melnik–Mscheno (ab 1897)
- Lokalbahn Polna-Stecken–Polna Stadt (ab 1903)

## Lokomotiven und Wagen
Am 1. Januar 1882 war die Gesellschaft im Besitz von 171 Lokomotiven, 311 Personenwagen und 3419 Güterwagen.

### Lokomotiven
Bei der SNDVB bekamen die Lokomotiven entsprechend der Reihenfolge ihrer Beschaffung fortlaufende Nummern und Namen.
Auch bei der ÖNWB wurden die Lokomotiven in derselben Art eingereiht.
Im Zuge des gemeinsamen Betriebsvertrages wurde 1872 ein gemeinsames Nummern- und Reihenschema eingeführt.
Namen wurden nur mehr bis 1874 vergeben.
Nur die Maschinen der Reihen IIb und IIc erhielten die Namen der ausgeschiedenen Loks der Reihe IIa.

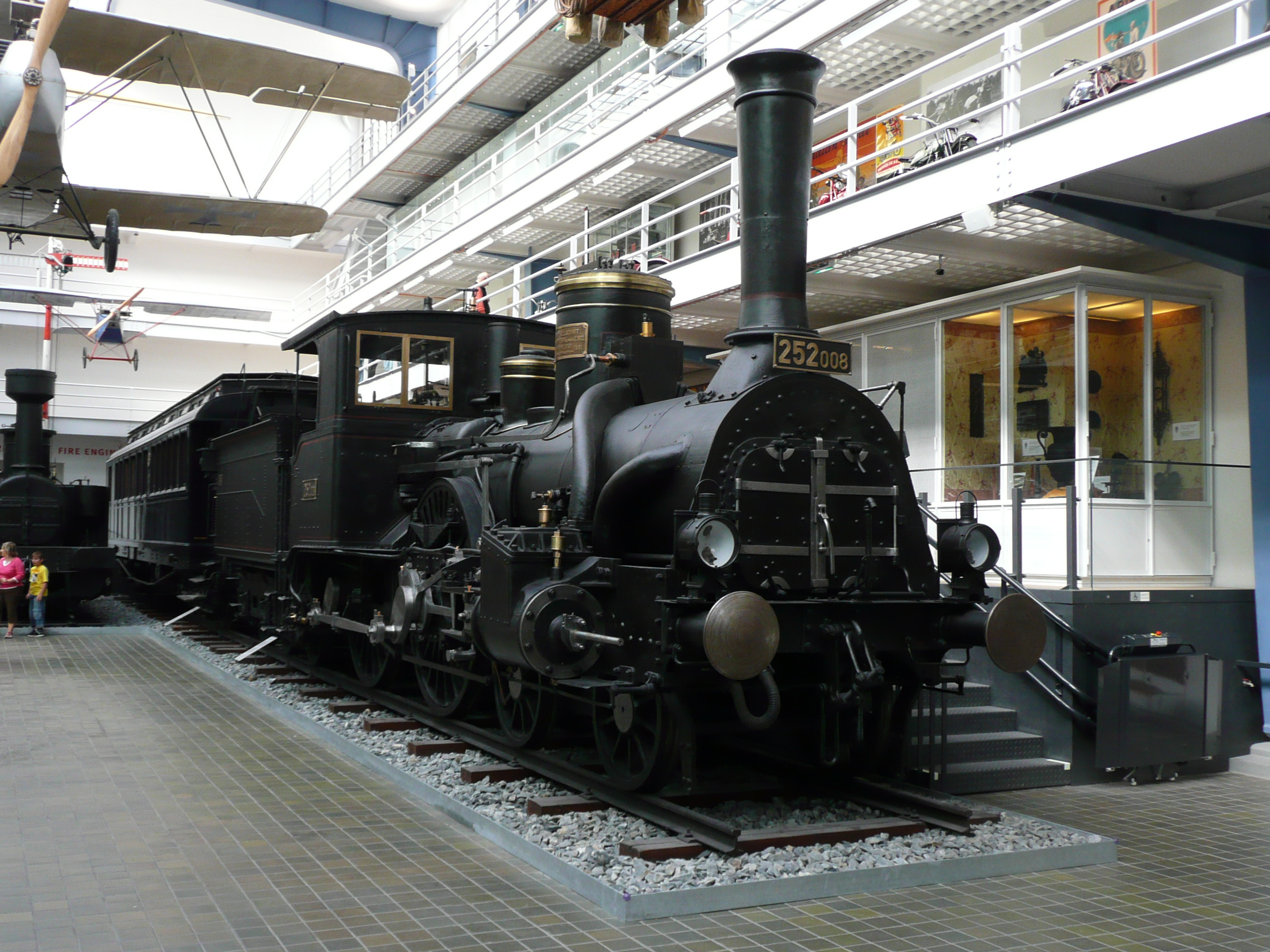
ÖNWB Ic Nr. 91 in der Dauerausstellung des Technischen Nationalmuseums Prag (2011)

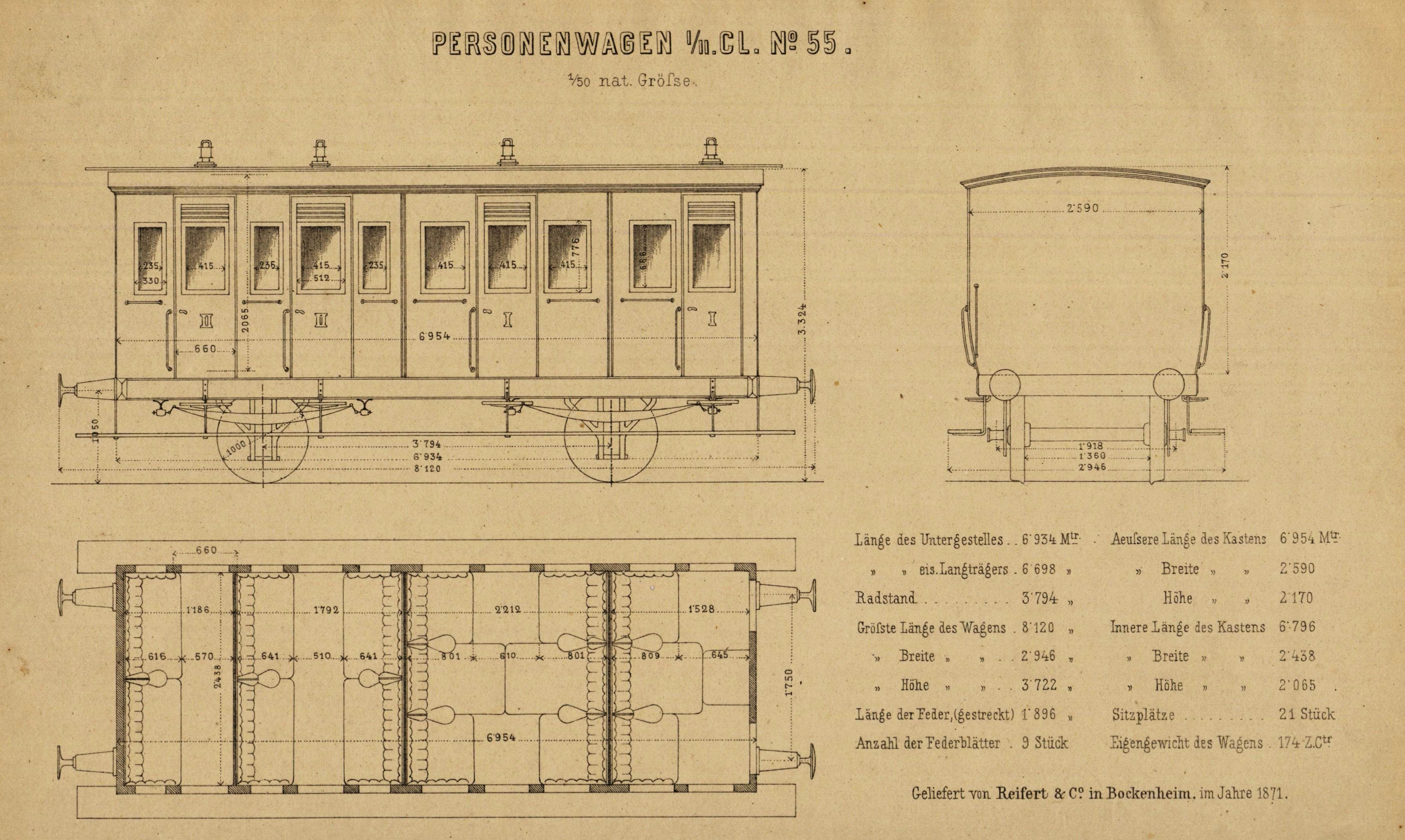
Maßzeichnung eines Personenwagen von 1871

Im gemeinsamen Schema waren folgende Reihen vorhanden:
- Reihe I: Schnellzuglokomotiven
- Reihe II: Personenzuglokomotiven der SNDVB
- Reihe III: Personenzuglokomotiven der ÖNWB
- Reihe IV: Güterzuglokomotiven der SNDVB mit drei gekuppelten Achsen
- Reihe V: Güterzuglokomotiven der ÖNWB mit drei gekuppelten Achsen
- Reihe VI: Güterzuglokomotiven der SNDVB mit vier gekuppelten Achsen
- Reihe VII: Güterzuglokomotiven der ÖNWB mit vier gekuppelten Achsen
- Reihe VIII, IX und X: Lokal- und Verschublokomotiven von SNDVB und ÖNWB

Entsprechend den Lieferungen von verschiedenen Lokomotivfabriken wurden die Reihennummern mit zusätzlichen Kleinbuchstaben versehen.
Museal erhalten blieben die Ic Nr. 91 und die VIIa Nr. 340 CONRAD VORLAUF im Technischen Nationalmuseum Prag. Die Ic Nr. 91 ist dort im letzten Betriebszustand als ČSD 252.008 Teil der Dauerausstellung. Die CONRAD VORLAUF wurde bis 2023 als Exponat hergerichtet.

### Personen- und Güterwagen
Als Eigentumsmerkmal trugen die Wagen das Kürzel „Ö.N.W.B.“ Personenwagen der 1. Klasse waren lichtgelb mit brauner Einfassung, Wagen der 2. Klasse olivgrün mit schwarzer Einfassung und Wagen der 3. und 4. Klasse dunkelrotbraun. Güterwagen waren dungelgrün lackiert mit weißer Beschriftung.